# ساتورو هيروتا
ساتورو هيروتا (باليابانية: 広田悟؛ بالكانا: ひろた さとる) هو لاعب غولف ياباني، ولد في 9 يونيو 1973 في ياماغوتشي في اليابان.

## وصلات خارجية
- ساتورو هيروتا على موقع رابطة اليابان للاعبي الغولف المحترفين (الإنجليزية)